# Tracee Talavera
Tracee Ann Talavera, po mężu Kent (ur. 1 września 1966 w Santa Clara) – amerykańska gimnastyczka sportowa. Wicemistrzyni olimpijska z Los Angeles (1984) w wieloboju drużynowym, brązowa medalistka mistrzostw świata (1981) w ćwiczeniach na równoważni.

## Osiągnięcia
| Rok                   | Zawody                | Konkurencja           | Konkurencja           | Konkurencja           | Konkurencja           | Konkurencja           | Konkurencja           |
| Rok                   | Zawody                | VT                    | UB                    | BB                    | FX                    | AA                    | Team                  |
| Zawody międzynarodowe | Zawody międzynarodowe | Zawody międzynarodowe | Zawody międzynarodowe | Zawody międzynarodowe | Zawody międzynarodowe | Zawody międzynarodowe | Zawody międzynarodowe |
| --------------------- | --------------------- | --------------------- | --------------------- | --------------------- | --------------------- | --------------------- | --------------------- |
| 1981                  | Mistrzostwa świata    |                       |                       | 3                     |                       | 20                    | 6                     |
| 1984                  | Igrzyska olimpijskie  | 4                     | 13T QR                | 24T QR                | 15 QR                 | 16 QR                 | 2                     |